# Spiranthes intermedia
Spiranthes intermedia är en orkidéart som beskrevs av Oakes Ames. Spiranthes intermedia ingår i släktet skruvaxsläktet, och familjen orkidéer. Inga underarter finns listade i Catalogue of Life.